# Czech Masters of Rock Guitar
Czech Masters of Rock Guitar (Čeští mistři rockové kytary) je výběrové CD album instrumentálních skladeb českých rockových kytaristů z roku 1992.

## Seznam skladeb
| Pořadí | Název                        | Autor             | český název          | Délka |
| ------ | ---------------------------- | ----------------- | -------------------- | ----- |
| 1.     | Hammering Style              | Jaroslav Janecký  |                      | 3:17  |
| 2.     | Prints                       | Luboš Andršt      | Otisky               | 4:17  |
| 3.     | Caress Me And Bite Me        | Miloš Makovský    | Hlaď mě a kousej     | 3:59  |
| 4.     | Honey, Said The Pig          | Petr Roškaňuk     | Miláčku, řeklo prase | 4:25  |
| 5.     | Tearoom                      | Radim Hladík      | Čajovna              | 3:03  |
| 6.     | Race With Time               | František Jordák  | Závod s časem        | 3:16  |
| 7.     | Schweden Bitter              | Petr Janda        | Švédské kapky        | 4:44  |
| 8.     | Lonely                       | Michal Pavlíček   | Tesklivá             | 4:53  |
| 9.     | Once Upon A Time In The East | Ivan Jeřábek      | Tenkrát na Východě   | 4:05  |
| 10.    | Hot Needle                   | Stanislav Jelínek | Horká jehla          | 5:16  |
| 11.    | Anonym                       | Miroslav Mach     |                      | 3:15  |